# David Bigas
David Bigas Vargas (Perelada, Gerona, España, 19 de junio de 1994) es un futbolista español que se desempeña como Lateral izquierdo en la UE Olot.

## Biografía
La carrera deportiva de David Bigas comienza en la cantera del 
Girona FC llegando a debutar con el primer equipo el 9 de setiembre de 2014 substituyendo a Christian Alfonso, en un partido de Copa del Rey contra el CD Tenerife
El 26 de marzo de 2015 es cedido a la UE Sant Andreu de la Segunda División B hasta final de temporada, siendo recuperado una vez acabada el campeonato, para volver a ser cedido por una temporada, esta vez al CE L'Hospitalet, rescindiendo contrato con el club y fichando por la UE Olot.